# Chính phủ Hoàng gia Lào

Hiệu kỳ Hoàng gia Lào (1952 - 1975).

Chính phủ Hoàng gia Lào là chính phủ cầm quyền Vương quốc Lào từ năm 1947 cho đến khi phe Cộng sản giành được chính quyền vào tháng 12 năm 1975 và tuyên bố thành lập Cộng hòa Dân chủ Nhân dân Lào.
Hiệp ước Pháp-Lào năm 1953 giúp Lào giành lại độc lập đầy đủ nhưng các năm tiếp theo được đánh dấu bởi sự kình địch giữa phe trung lập của Hoàng thân Souvanna Phouma, bên cánh hữu của Hoàng thân Boun Oum xứ Champassak và cánh tả, Pathet Lào của Hoàng thân Souphanouvong và Thủ tướng tương lai Kaysone Phomvihane. Trong thời gian này, một số nỗ lực không thành công mà chính phủ thực hiện để thành lập chính phủ liên hiệp.
Những thành viên khác của Chính phủ Hoàng gia Lào bao gồm: 
- Hoàng thân Souphantharangsi - Tổng thư ký cung đình và là anh trai của nhà vua.
- Hoàng thân Bovone Vatthana - Cựu tỉnh trưởng và là anh em của nhà vua.
- Hoàng thân Thongsouk - Giám đốc vụ lễ tân cung đình và là anh em họ của nhà vua.
- Hoàng thân Souk Bouavong - Cựu tỉnh trưởng và Bộ trưởng.
- Touby Lyfoung - Phó Bộ trưởng Bộ Viễn thông
- Pheng Phongsavan - Bộ trưởng Bộ Nội vụ

Sau khi phe Cộng sản tiếp quản vào năm 1975, chính phủ Cộng sản Pathet Lào đã không giết chết các thành viên của hoàng tộc Lào: 
- Vua Savang Vatthana
- Hoàng hậu Khamphoui
- Thái tử Vong Savang, cùng với các quan chức, công chức, viên chức khác của chính phủ trước đây và những người bị tình nghi giúp đỡ lực lượng phản đối chính quyền cộng sản.[3]